# Miguel Ruiz
 (juillet 2021).
Pour les articles homonymes, voir Ruiz et Miguel Ruiz (homonymie).
Miguel Ángel Ruiz (ou Don Miguel Ruiz) est un auteur mexicain, néo-chamane (se disant nagual[réf. nécessaire]) et enseignant, né le 27 août 1952. Son ouvrage Les Quatre Accords Toltèques est un succès d'édition de la littérature de développement personnel.

## Biographie
Né d'une mère curandera (guérisseuse) et d'un père nagual (chaman toltèque), il fait des études de médecine pour devenir chirurgien. Sa vie bascule lors d'une expérience de mort imminente qui l'aurait inspiré à chercher des réponses aux questions de l'existence dans la tradition toltèque.
Son livre Les Quatre Accords Toltèques, publié en 1997, s'est vendu à environ 9 millions d'exemplaires, dont 8,5 millions aux États-Unis, et a été traduit en 46 langues.

## Œuvres
- Les Quatre Accords toltèques, Éditions Jouvence, traduit par Olivier Clerc, 1999 (réédition en 2012, et en Poche en 2005), paru également aux Éditions Guy Trédaniel en 2011[1],[3].
- la Maîtrise de l'Amour, Éditions Jouvence, traduit par Olivier Clerc, 1999 (réédition en Poche en 2009), paru également aux Éditions Guy Trédaniel en 2011.
- Vivre les quatre accords toltèques au quotidien, Éditions Jouvence, 2001 (réédition en 2018).
- Pratique de la voie toltèque, Éditions Jouvence, traduit par Olivier Clerc, 2010 (épuisé).
- S'ouvrir à l'amour et au bonheur Éditions Jouvence, traduit par Olivier Clerc, 2003 (réédition en 2018).
- Au-delà de la peur, Éditions Jouvence, traduit par Olivier Clerc, 2004
- Les croyances fondamentales des toltèques, Éditions Jouvence, 2004.
- La voix de la connaissance, Éditions Guy Trédaniel, 2009.
- Le Cinquième Accord Toltèque, Éditions Guy Trédaniel, traduit par Olivier Clerc, 2010.
- Sagesse et magie de la Maîtrise de l’Amour, Éditions Jouvence, 2013.
- Sagesse et magie des Quatre Accords Toltèques, Éditions Jouvence, 2014.
- L'art de vivre et de mourir des toltèques, Éditions Guy Trédaniel, coécrit avec Barbara Emrys, 2015.
- Les trois questions, Éditions Guy Trédaniel, 2018.